# Vivre sa vie
Vivre sa vie: film en douze tableaux is een Franse dramafilm uit 1962 onder regie van Jean-Luc Godard.

## Verhaal
De film vertelt het verhaal van Nina in 12 hoofdstukken. Als jonge vrouw tracht zij een carrière op te bouwen als actrice. Ze komt echter terecht in het Parijse prostitutiemilieu.

## Rolverdeling
| Acteur                | Personage    |
| --------------------- | ------------ |
| Anna Karina           | Nina         |
| Sady Rebot            | Raoul        |
| André S. Labarthe     | Paul         |
| Guylaine Schlumberger | Yvette       |
| Gérard Hoffman        | Chef         |
| Monique Messine       | Élisabeth    |
| Paul Pavel            | Verslaggever |
| Dimitri Dineff        | Dimitri      |
| Peter Kassovitz       | Jongeman     |
| Eric Schlumberger     | Luigi        |
| Brice Parain          | Filosoof     |
| Henri Attal           | Arthur       |